# Guillaume de Montaut
Guillaume de Montaut est un archevêque d'Auch de 1068 à 1096. Il est mort le 17 avril 1096.

## Biographie
Fils de Bernard, seigneur de Montaut, il devient moine de Saint-Orens et puis prieur du monastère à la mort de l'abbé Raymond en 1068. Il ne reste pas prieur longtemps, puisqu'il est ensuite élu archevêque d'Auch à la mort de saint Austinde.
Il assiste peu après au concile de Gérone, en 1068, mais ses premières années à l'épiscopat sont agitées, car un concile régional tenu en 1073 le dépose. Rétabli peu après, il doit faire intervenir le pape Grégoire VII pour que plusieurs évêques dépendant de son archidiocèse lui obéissent. Il tient en 1075 un concile à Tarbes et assiste à celui de Bordeaux en 1078. Vers 1075, le pape ayant ordonné la dissolution du mariage entre le vicomte Centulle V de Béarn et Gisla pour cause de consanguinité, Guillaume et Amathus, évêque d'Oloron et légat du pape conduisent Gisla à Cluny où elle prend le voile, puis au prieuré de Marcigny-lès-Nonnains. Il continue également les tâches de ses prédécesseurs, comme la restitution des biens de l’Église par les féodaux et l'édification de la cathédrale romane d'Auch,.